# 蒲池鑑久
蒲池 鑑久（かまち あきひさ）は、戦国時代の武将。筑後国南部の戦国大名。蒲池氏15代・後蒲池6代当主。柳川城主。
曽祖父・蒲池繁久の代から代々豊後国の大友氏当主から偏諱を賜るようになり、鑑久もこれに倣って大友義鑑から1字を賜った。
父治久の時、蒲池氏の本拠を蒲池城から新たなに築城した柳川城に移していた。大友氏に属し、筑後十五城の筆頭大名として筑後の他の小・大名を統率したという。弟親広は、山下城を本拠地として分家し、柳川の蒲池本流を下蒲池と呼ぶのに対して、山下の蒲池分流は上蒲池と呼ばれる。この場合の上、下とは、上=東、下=西と方向を指し、柳川は西にあるため本流が下蒲池、山下は東にあるため分流が上蒲池という。
この当時、九州の諸侯には将軍の上洛の折に供奉するという慣例があり、永正4年（1508年）5月に父治久が足利義尹（義稙）の供をしたこともあったが、『西国盛衰記』には筑後十五城の筆頭である蒲池鑑貞がこれを怠ったため、天文年間（1532年～1555年、将軍が足利義晴・義藤のころ）に府内に呼び出されて斬られたという記述があり、この鑑貞が鑑久のことではないかとされる。当時は毎年、八朔（8月1日）に筑後守護職大友氏当主の検閲を受け、忠誠を誓わされており離反する者は征伐されることになっており、これに倣って義鑑の命によって討伐されたものと思われる（上記の没年はちょうど義鑑が肥後国守護に補任された年で天文年間内であり、この史実は十分有力視できる）。
死後、家督を継いだ嫡男・鑑盛は引き続き大友義鑑・義鎮（宗麟）の二代に亘って臣従した。